# Ferdinand Friedrich von Droste zu Erwitte
Ferdinand Friedrich von Droste zu Erwitte (* 23. April 1683; † Ende März 1728) war Domherr in Münster und Paderborn.

## Leben

### Herkunft und Familie
Ferdinand Friedrich von Droste zu Erwitte entstammte dem westfälischen Adelsgeschlecht Droste zu Erwitte, welches in der Mitte des 18. Jahrhunderts erlosch und seinen Namen nach dem Haus Erwitte trug. Er war der Sohn des Engelbert von Droste zu Erwitte und dessen Gemahlin Theresia Maria Anna von der Horst. Seine Geschwister waren Benedikt Wilhelm Arnold (Domherr in Paderborn, Geheimer Rat, Landdrost), Johann Philipp (1684–1734, Domherr), Caspar Ferdinand, ⚭ mit Juliana Elisabeth von Ketteler, Eltern von Ferdinand Philipp (1710–1736, Domherr) und Engelbert Dietrich (1725–1769, Dompropst in Hildesheim), Friedrich (Franziskaner, Propst zu Holzkirchen) und Maria, ⚭ Heinrich Dietrich von Ketteler.
Sein Onkel Placidus von Droste war von 1678 bis 1700 Fürstabt in Fulda.

### Wirken
Nach dem Verzicht des Domherrn Ernst von Beveren kam Ferdinand Friedrich in den Besitz der münsterschen Dompräbende und wurde am 3. Dezember 1699 aufgeschworen. Er wurde am 3. August 1704 zum Subdiakon geweiht. Ferdinand Friedrich war auch Domherr in Paderborn und Besitzer des Obglegiums Kump und der Obedienz Lembeck.

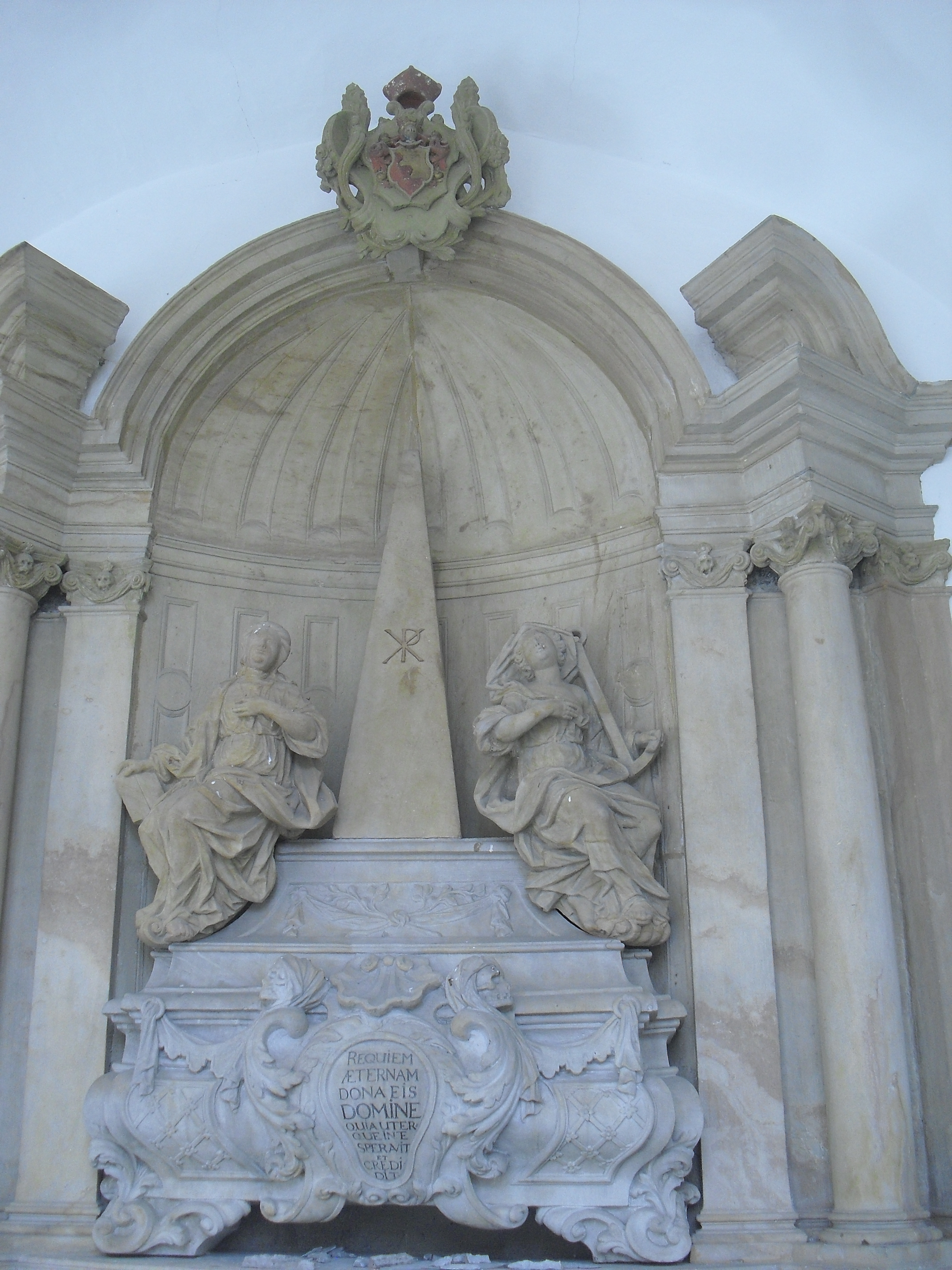
Epitaph Droste zu Erwitte im Paderborner Dom

Im Dom zu Paderborn befindet sich sein Epitaph, das zugleich seinem Bruder Benedikt Wilhelm gewidmet ist.